# Life 真実へのパズル
『Life 真実へのパズル』（Life しんじつへのパズル、英: Life）は、2007年から2009年まで米NBCで放送されていたテレビドラマ。ランド・ラヴィッチが手がけたサスペンス・ミステリー。
日本ではAXNミステリーにて2009年10月から放送していた。

## 製作
seat42f.comとのインタビューで、ランド・ラヴィッチは、長年警察もののドラマをやりたいとおもい、このドラマを作ったと話した。
ラヴィッチは番組の基礎としてまずクルーズというキャラクターを作り、脚本が完成した時点で、クルーズ役はダミアン・ルイスがふさわしいと考えていた。
2009年5月4日、NBCはこの番組の打ち切りを発表した
。

## あらすじ
冤罪により終身刑を宣告され、12年の歳月を刑務所で過ごしたロサンゼルス市警の元警察官チャーリー・クルーズ。しかし、DNA鑑定により無実と判明し、晴れて刑事として復帰する。
次々と勃発する事件を捜査する一方、クルーズは自らを陥れた12年前の事件を捜査し、自宅でひとり淡々と壁に人物相関図を作成する。
クルーズが警察に復帰した本当の理由は何なのか、冤罪による罪は誰かの陰謀なのか、ストーリーを追うごとに次第に真実が明らかになる。

## キャスト
※括弧内は日本語吹替
- チャーリー・クルーズ - ダミアン・ルイス（森川智之）
- ダニ・リース - サラ・シャヒ（小島幸子）
- テッド・アーリー - アダム・アーキン（仲野裕）
- ロバート・スターク - ブレント・セクストン（英語版）（石川和之）
- カレン・デイビス - ロビン・ワイガート（日野由利加）
- コンスタンス・グリフィス - ブルック・ラングトン（英語版）（幣奈緒子）
- ケビン・ティドウェル - ドナル・ローグ（山田浩貴）

## スタッフ
- 製作総指揮・脚本：ランド・ラヴィッチ
- 制作：ユニバーサル・メディア・スタジオ

## エピソードタイトル

### シーズン1
| 話数   | タイトル（邦題） | 原題                   |
| ------ | ---------------- | ---------------------- |
| 第1話  | 父子の絆世       | Merit Badge-Pilot      |
| 第2話  | 引き裂かれた心   | Tear Asunder           |
| 第3話  | 隠された真実     | Let Her Go             |
| 第4話  | 2人の目撃者      | What They Saw          |
| 第5話  | 天使と悪魔       | The Fallen Woman       |
| 第6話  | 無力             | Powerless              |
| 第7話  | 憎しみの行方     | A Civil War            |
| 第8話  | 2人の妻を持つ男  | Farthingale            |
| 第9話  | 複雑な愛情       | Serious Control Issues |
| 第10話 | 穴を掘る         | Dig a Hole             |
| 第11話 | 穴を埋める       | Fill It Up             |

### シーズン2
| 話数   | タイトル（邦題）   | 原題                        |
| ------ | ------------------ | --------------------------- |
| 第1話  | 死を運ぶトランク   | Find Your Happy Place       |
| 第2話  | ロスの闇           | Everything… All the Time    |
| 第3話  | 断片               | The Business of Miracles    |
| 第4話  | 監獄実験           | Not for Nothing             |
| 第5話  | ネットの向こう側   | Crushed                     |
| 第6話  | 今の感じた？       | Did You Feel That?          |
| 第7話  | 大当たり           | Jackpot                     |
| 第8話  | ブラックフライデー | Black Friday                |
| 第9話  | バッジ･バニー      | Badge Bunny                 |
| 第10話 | 邪悪という名の男   | Evil… And His Brother Ziggy |
| 第11話 | ナデシコ           | Canyon Flowers              |
| 第12話 | 抜け穴             | Trapdoor                    |
| 第13話 | 再飛行             | Re-Entry                    |
| 第14話 | 偽りの顔           | Mirror Ball                 |
| 第15話 | 屋根のない家       | I Heart Mom                 |
| 第16話 | 危険な女           | Hit Me Baby                 |
| 第17話 | 有効期限           | Shelf Life                  |
| 第18話 | 3人の女            | 3 Women                     |
| 第19話 | 5クォート          | 5 Quarts                    |
| 第20話 | 住民発案38号       | Initiative 38               |
| 第21話 | 1+1                | One                         |